# Pimpinella perrieri
Pimpinella perrieri är en växtart i släktet Pimpinella och familjen flockblommiga växter.
Arten beskrevs av Sales & Hedge och är endemisk på Madagaskar. Tidigare kallades den Carum angelicifolium.